# Bosnisch-herzegowinischer Fußball-Cup 2011/12
Der bosnisch-herzegowinische Fußballpokal 2011/12 (in der Landessprache Kup Bosne i Hercegovine) wurde zum 18. Mal ausgespielt. Sieger wurde Titelverteidiger FK Željezničar Sarajevo, der sich im Finale gegen den NK Široki Brijeg durchsetzte.
In der 1. Runde fand nur ein Spiel statt, ab dem Achtelfinale gab es in jeder Runde je ein Hin- und Rückspiel. War ein Elfmeterschießen nötig, geschah dies ohne vorherige Verlängerung. Der Sieger qualifizierte sich für die zweite Qualifikationsrunde zur UEFA Europa League 2012/13.

## Teilnehmende Vereine aus den Landesverbänden
| Föderation Bosnien und Herzegowina (22) | Republika Srpska (10)                                                                                                |
| --- | --- |
| - FK Borac Banja Luka - NK Čelik Zenica - NK GOŠK Gabela - FK Kozara Gradiška - FK Leotar Trebinje - FK Olimpik Sarajevo - FK Sloboda Tuzla - FK Rudar Prijedor - FK Sarajevo - FK Slavija Sarajevo - NK Široki Brijeg - NK Travnik - FK Velež Mostar - HŠK Zrinjski Mostar - NK Zvijezda Gradačac - FK Željezničar Sarajevo - HNK Branitelj Mostar - NK Iskra Bugojno - NK Krajišnik Velika Kladuša - FK Rudar Kakanj - FK UNIS Vogošća - NK Vitez - NK Brotnjo Čitluk - FK Mladost Župća - FK Dizdaruša Brčko - NK Mramor | - FK Mladost Gacko - FK Modriča Maxima - FK Podrinje Janja - FK Radnik Bijeljina - FK Sloga Doboj - FK Sutjeska Foča |

## 1. Runde
Die Spiele fanden am 14. September 2011 statt.
|                             | Ergebnis |                     |
| --------------------------- | -------- | ------------------- |
| FK Željezničar Sarajevo     | 2:0      | FK Leotar Trebinje  |
| NK Široki Brijeg            | 3:0      | FK Kozara Gradiška  |
| NK Zvijezda Gradačac        | 2:0      | FK Sloboda Tuzla    |
| NK Travnik                  | 2:3      | FK Velež Mostar     |
| NK Čelik Zenica             | 4:0      | FK Podrinje Janj    |
| FK Slavija Sarajevo         | 3:0      | FK Modriča Maxima   |
| FK Olimpik Sarajevo         | 3:0      | FK Mladost Gacko    |
| HŠK Zrinjski Mostar         | 3:0      | FK Sutjeska Foča    |
| FK Rudar Prijedor           | 1:0      | FK UNIS Vogošća     |
| FK Sloga Doboj              | 0:1      | FK Sarajevo         |
| NK Vitez                    | 0:1      | NK GOŠK Gabela      |
| FK Borac Banja Luka         | 3:1      | NK Brotnjo Čitluk   |
| NK Iskra Bugojno            | 0:1      | FK Rudar Kakanj     |
| HNK Branitelj Mostar        | 4:1      | FK Dizdaruša Brčko  |
| NK Krajišnik Velika Kladuša | 6:0      | FK Mladost Župća    |
| NK Mramor                   | 1:0      | FK Radnik Bijeljina |

## Achtelfinale
Die Hinspiele fanden am 28. September 2011 statt, die Rückspiele am 19. Oktober 2011.
|                         | Gesamt |                             | Hinspiel | Rückspiel |
| ----------------------- | ------ | --------------------------- | -------- | --------- |
| HŠK Zrinjski Mostar     | 0:5    | FK Velež Mostar             | 00:3 1   | 0:2       |
| FK Slavija Sarajevo     | 3:6    | NK Široki Brijeg            | 1:2      | 2:4       |
| FK Borac Banja Luka     | 2:0    | NK Zvijezda Gradačac        | 2:0      | 0:0       |
| NK GOŠK Gabela          | 0:3    | NK Čelik Zenica             | 0:0      | 0:3       |
| FK Željezničar Sarajevo | 4:1    | FK Olimpik Sarajevo         | 3:0      | 1:1       |
| FK Sarajevo             | 7:5    | FK Rudar Prijedor           | 3:0      | 4:5       |
| FK Rudar Kakanj         | 1:3    | HNK Branitelj Mostar        | 0:1      | 1:2       |
| NK Mramor               | 2:3    | NK Krajišnik Velika Kladuša | 1:1      | 1:2       |

## Viertelfinale
Die Hinspiele fanden am 2. November 2011 statt, die Rückspiele am 23. November 2011.
|                             | Gesamt          |                      | Hinspiel | Rückspiel |
| --------------------------- | --------------- | -------------------- | -------- | --------- |
| FK Sarajevo                 | 0:0 (5:6 i. E.) | FK Borac Banja Luka  | 0:0      | 0:0       |
| FK Željezničar Sarajevo     | 2:0             | NK Čelik Zenica      | 2:0      | 0:0       |
| FK Velež Mostar             | 3:1             | HNK Branitelj Mostar | 2:0      | 1:1       |
| NK Krajišnik Velika Kladuša | (a)1:1(a)       | NK Široki Brijeg     | 1:1      | 0:0       |

## Halbfinale
Die Hinspiele fanden am 14. März 2012 statt, die Rückspiele am 4. April 2012.
|                         | Gesamt |                     | Hinspiel | Rückspiel |
| ----------------------- | ------ | ------------------- | -------- | --------- |
| FK Željezničar Sarajevo | 4:0    | FK Borac Banja Luka | 1:0      | 03:0 2    |
| NK Široki Brijeg        | 2:0    | FK Velež Mostar     | 1:0      | 1:0       |

## Finale

### Hinspiel
| Paarung                 | FK Željezničar Sarajevo – NK Široki Brijeg |
| Ergebnis                | 1:0 (1:0) |
| Datum                   | 25. April 2012 um 18:30 Uhr |
| Stadion                 | Stadion Grbavica, Sarajevo |
| Zuschauer               | 4.000 |
| Schiedsrichter          | Vladimir Bjelica |
| Tore                    | 1:0 Muamer Svraka (33.) |
| FK Željezničar Sarajevo | Adnan Gušo – Josip Kvesić, Jadranko Bogičević, Velibor Vasilić, Benjamin Čolić – Patrick Gerhardt Nyema, Muamer Svraka, Vernes Selimović, Samir Bekrić (62. Mirsad Bešlija) – Zajko Zeba (87. Nermin Jamak), Eldin Adilović (74. Elvir Čolić) Cheftrainer: Amar Osim     |
| NK Široki Brijeg        | Luka Bilobrk – Mateo Bertoša, Vedran Ješe, Slavko Brekalo, Dino Čorić – Marciano José do Nascimento, Jefton (90. Mario Kvesić), Goran Zakarić (62 Mateo Roskam), Juan Manuel Varea (75. Jure Ivanković) – Wagner Santos Lago, Dalibor Šilić Cheftrainer: Marijan Bloudek |

### Rückspiel
| Paarung                 | NK Široki Brijeg – FK Željezničar Sarajevo |
| Ergebnis                | 0:0 |
| Datum                   | 16. Mai 2012 um 20:00 Uhr |
| Stadion                 | Pecara-Stadion, Široki Brijeg |
| Zuschauer               | 3.000 |
| Schiedsrichter          | Radoslav Vukasović |
| Tore                    | keine |
| NK Široki Brijeg        | Luka Bilobrk – Mateo Bertoša, Vedran Ješe, Slavko Brekalo, Dino Čorić – Marciano José do Nascimento, Ricardo Santos Lago (60. Goran Zakarić), Jure Ivanković, Juan Manuel Varea (66. Mateo Roskam) – Wagner Santos Lago (77. Mario Kvesić), Dalibor Šilić Cheftrainer: Marijan Bloudek |
| FK Željezničar Sarajevo | Adnan Gušo – Josip Kvesić, Jadranko Bogičević, Semir Kerla, Benjamin Čolić, Nermin Zolotić, Muamer Svraka, Vernes Selimović, Samir Bekrić (85. Nermin Jamak), Zajko Zeba (90. Srđan Stanić), Eldin Adilović (71. Mirsad Bešlija) Cheftrainer: Amar Osim                                |